# Mundus (général)
Pour les articles homonymes, voir Mundus (homonymie).
Mundus ou Mund (en grec : Μοῦνδος ; † 536) est un général byzantin de la première moitié du VIe siècle. D'origine gépide, il lutta dans les Balkans contre les Slaves, les Bulgares et les Ostrogoths, et participa à la répression de la sédition Nika à Constantinople.

## Biographie
Mundus est le fils de Giesmus, roi des Gépides, et le neveu d'un autre roi gépide, Thraustila. Il serait également en partie d'origine hunnique. Selon Jordanès, Mundus descendait d'Attila et avait fui la nation des Gépides pour franchir le Danube et s'installer dans un lieu sauvage et inhabité. Là, à la tête d'une bande de brigands de toutes origines, il s'était établi dans une tour située sur les bords du Danube appelée Herta, et menait une vie de bandit, pillant la région, et se faisant donner le nom de roi par les complices de ses brigandages. Plus tard, il fit sa soumission au roi des Ostrogoths Théodoric le Grand.
Après avoir vécu chez les Ostrogoths en Italie il se met, après la mort du roi Théodoric en 526, au service de l'empereur byzantin Justinien et devient « maître de la milice » de l'Illyrie (Magister militum per Illyricum). Selon Procope de Césarée, « Mundus était Barbare de naissance, mais néanmoins inviolablement attaché aux intérêts de l'Empereur, et un excellent homme de guerre ».
En 532, à la tête d'une troupe de mercenaires hérules, il réprime avec le général Bélisaire un soulèvement populaire à Constantinople qui visait à renverser Justinien.
Quelques années plus tard, Mundus participe aux débuts des guerres gothiques et lutte avec succès contre les Ostrogoths en Dalmatie, et s'empare de Salone. Cependant, la mort de son fils Maurice (Mauricius), tué lors d'une bataille contre les Ostrogoths, le rendit fou de rage ; Mundus partit à la rencontre des troupes ennemies qui furent taillées en pièces, mais il fut tué par un des fuyards qui battait en retraite. Son petit-fils Theudismond (Theudismundus), fils de Maurice, se mit également au service des Byzantins et lutta contre les Ostrogoths en Italie ; il est signalé dans la région de Trévise en 540.

## Sources primaires
- Marcellinus Comes, Chronique 512-548
- Jordanès, Histoire des Goths
- Procope de Césarée, Guerres de Justinien, « Guerres perses » & « Guerres gothiques »
- Jean Malalas, Chronographie
- Théophane le Confesseur, Chronique